# Nonesuch Records
Nonesuch Records es una compañía discográfica estadounidense con sede en Nueva York, especializada en música clásica, jazz, música del mundo y otros géneros. Fue fundada en 1964 por Jac Holzman. Forma parte de Warner Music Group y es distribuida por Elektra Records.

## Historia
La compañía fue creada en 1964 por Jac Holzman, con el fin de producir «buenas grabaciones por el mismo precio de un libro de bolsillo», que sería la mitad del precio normal de un LP. Para alcanzar esto, tomó las licencias de grabaciones de música clásica europea, ya que hubiera sido demasiado caro grabar material nuevo. Originalmente, la discográfica se concentró en la música de cámara y la barroca, con un repertorio único y vendía a precios menores. Tras su formación, Nonesuch comenzó a operar como subsidiaria de Elektra, lanzada por Holzman en 1950. En la década de 1970 Holzman vendió Elektra y Nonesuch a Kinney National Company, que más tarde pasó a llamarse Warner Communications y luego, Warner Music. En 2004 Warner Music Group se convirtió en una compañía independiente.
Los gustos de Holzman llevaron a muchos avances para la compañía, incluyendo los primeros lanzamientos electrónicos. Nonesuch comisionó el álbum de 1967 Silver Apples of the Moon (hecho en la Buchla 100) y en 1966 lanzó un LP doble de Moog con un libreto de 16 páginas titulado «The Nonesuch Guide to Electronic Music by Beaver & Krause», que pasó 26 semanas en el Billboard Hot 100. Ambos precedieron la popularidad de Switched-On Bach.
Teresa Sterne fue la coordinadora de la compañía desde 1965 a 1979, fue responsable no solo de las decisiones relativas a los artistas y al repertorio, sino que también supervisó la apariencia de las cada vez más distintivas remeras del sello. Su renuncia abrupta en 1979 trajo consigo un período de incertidumbre y descenso. Se vio reemplazada por la hermana menor del fundador, Keith Holman, quien había sido la jefa de producción y no tenía conocimientos musicales. Con la contratación de Robert Hurwitz como presidente en 1984, los ingresos de la compañía comenzaron a estabilizarse. La discográfica se llamó Elektra Nonesuch desde 1987 a 1995.
Hacia fines de 1990, después de que Elektra sufriera reestructuraciones a nivel ejecutivo, Nonesuch pasó a manos de Warner Music International. A principios de la década de 2000, estuvo por un corto lapso de tiempo bajo Atlantic Records. Warner Bros Records manejó los asuntos de negocios y su distribución durante 2004. Sin embargo, técnicamente continuó siendo subsidiaria de Elektra, debido a su sistema de numeración y su código de barras.

## Explorer Series
A fines de la década de 1960, las llamadas Explorer Series volvieron a Nonesuch un pionero del campo de la world music antes de que el término se acuñara. Estas colecciones, lanzadas de 1967 a 1984, consistieron en grabaciones hechas básicamente en Asia, África, el Caribe, América central y del sur y el este de Europa.
Para quienes no habían viajado al continente americano, esta fue la primera exposición a música producida por, por ejemplo, un gamelan. En 1977, algunas de las grabaciones se eligieron para el proyecto de Voyager Golden Record y se enviaron al espacio exterior en un satélite Voyager. En 2008, uno de los primeros álbumes de la serie, Music from the Morning of the World  (1967), que contenía las primeras grabaciones del musicólogo David Lewiston en Bali en 1966, se añadió al Registro Nacional de Grabaciones de la Biblioteca del Congreso.
Las grabaciones originales de las Nonesuch Explorer Series se remasterizaron en la década de 2000. Con una portada, se relanzaron luego en formato CD.